# Klaus Angermann (Sportjournalist)
Klaus Angermann (* 24. Juni 1938 in Dresden) ist ein deutscher Sportjournalist.

## Leben
Klaus Angermann floh 1958 aus der DDR in die Bundesrepublik Deutschland. Er arbeitete als Zeitungsjournalist in Aschaffenburg und Nürnberg, von 1963 bis 1998 als Sportreporter beim ZDF. In den Anfangsjahren bei dem Sender war eigener Aussage gemäß Wim Thoelke sein Lehrmeister. Er berichtete von 1972 bis 2010 von 19 Olympischen Spielen. Als Moderator führte er viele Jahre sonntags durch die ZDF-Sportreportage. Von 1965 bis 2016 nahm er 48 Mal als Reporter und Journalist an der Tour de France teil und legte sein eigenes Radsportarchiv mit Hilfe von Karteikarten an. 1998 wurde er für seine langjährige Berichterstattung über das Rennen vom Veranstalter der Tour de France mit dem silbernen Ehrenteller ausgezeichnet. Im Winter berichtete er vom Rodel- und Bobsport. Außerdem war er Fachmann für Ringen, Gewichtheben und Judo. Für diese Sportarten kommentierte er rund 150 Welt- und zahlreiche Europameisterschaften.
Von 1998 bis 2001 arbeitete er bei Eurosport, für den Sender begleitete er unter anderem die Tour de France in Doppelmoderation mit dem ehemaligen Weltklassefahrer Tony Rominger.
Nach dem Ende seiner Fernsehkarriere schrieb Klaus Angermann ein Buch über die Tour de France, über die er auch als Zeitungskolumnist berichtete. 
Bei den Olympischen Winterspielen 2002 in Salt Lake City war er Pressesprecher des NOK Deutschlands. Diese Tätigkeit bezeichnete Angermann als „Auszeichnung und Gipfel“ seiner Laufbahn. Vom Deutschen Ringer-Bund wurde Angermann als Ehrenmitglied ausgezeichnet.
Am 18. September 2014 kommentierte er für Eurosport im Alter von 76 Jahren noch einmal Jens Voigts erfolgreichen Versuch, im Velodrome Suisse von Grenchen den Stundenweltrekord im Bahnradfahren zu verbessern.

## Publikationen
- Der Traum vom Gelben Trikot. Vier Jahrzehnte Radsportreportage von der Tour de France. Moby-Dick-Verlag, Kiel 2003, ISBN 3-895-95187-0.

## Belege
1. 1 2 3 4  Klaus Angermann - ein Reporterleben für den Radsport. In: General-Anzeiger Bonn. Abgerufen am 19. September 2020.
2. ↑  DRB-Ehrenmitglied Klaus Angermann wird 80. In: Deutscher Ringer-Bund e. V. ringen.de, Juni 2018, abgerufen am 19. September 2020.
3. ↑  Mit Angermann und Rominger zur Tour De France / EUROSPORT zeigt alle Etappen live - 150 Stunden Tour-Programm. In: ots.at. 10. Juli 1998, abgerufen am 19. September 2020.
4. ↑  Olympia-Sprecher nicht immer Herr der Lage: Angermann, der Stilblüten-Meister. 13. Februar 2002, archiviert vom Original am 5. April 2022; abgerufen am 19. September 2020.
5. ↑  Offener Brief von DRB-Ehrenmitglied Klaus Angermann zur aktuellen Situation der 1. Bundesliga. In: Deutscher Ringer-Bund e. V. ringen.de, 31. Oktober 2016, abgerufen am 19. September 2020.

| Personendaten    | Personendaten             |
| ---------------- | ------------------------- |
| NAME             | Angermann, Klaus          |
| KURZBESCHREIBUNG | deutscher Sportjournalist |
| GEBURTSDATUM     | 24. Juni 1938             |
| GEBURTSORT       | Dresden                   |